# Elektronischer Übergang

Diskrete Zustände eines quantenmechanischen Systems (Atom oder Molekül). Wird ein Photon absorbiert, so wechselt ein Elektron aus einem energetisch niedrigen Zustand (z. B. Grundzustand) in einen energetisch höheren Zustand. Das Atom kann nun auch relaxieren, so dass das Elektron schrittweise strahlungslos in geringere Zustände wechselt. Wird bei einem abregenden Übergang Licht abgestrahlt, so nennt man das Licht Fluoreszenz.

Ein elektronischer Übergang, veraltet auch Quantensprung, ist die Änderung des Zustands eines oder mehrerer Elektronen in einem Atom, Molekül oder (kristallinem) Festkörper. 
Wird bei diesem Übergang ein Photon abgestrahlt (Abregung) oder absorbiert (Anregung), so bezeichnet man den Übergang auch als optischen oder strahlenden Übergang. Bei Absorption  eines Photons geht das System in einen angeregten Zustand über, bei Emission in einen weniger hoch angeregten Zustand oder in den Grundzustand. 
Neben den strahlenden Übergängen gibt es auch nicht-strahlende Übergänge, z. B. durch den Auger-Effekt oder durch Stoßionisation. Andere quantenmechanische Übergänge, die nicht als elektronischer Übergang bezeichnet werden, sind z. B. vibronische Übergänge oder Rotationsübergänge, bei denen ein Molekül seinen Schwingungszustand bzw. seinen Rotationszustand ändert, sowie Erzeugung, Absorption und Streuung von Phononen in Festkörpern.

## Wahrscheinlichkeit
In der quantenmechanischen Beschreibung hat ein Atom, Molekül oder kristalliner Festkörper mögliche diskrete Zustände mit unterschiedlicher Energie (Energieniveaus). Der Zustand niedrigster Energie ist der Grundzustand.
Diese Zustände sind im thermodynamischen Gleichgewicht mit Elektronen besetzt:
- in Atomen oder Molekülen gemäß der Boltzmannverteilung
- in Festkörpern, z. B. Halbleitern, gemäß der Fermiverteilung.

Allgemein gilt: Zustände geringerer Energie sind mit höherer Wahrscheinlichkeit besetzt als Zustände höherer Energie. Diese Besetzungswahrscheinlichkeiten beeinflussen die zeitliche Häufigkeit der Übergänge (Übergangsrate).
In erster Näherung wird die Wahrscheinlichkeit eines einzelnen Übergangs während einer kurzen Zeitspanne durch Fermis Goldene Regel beschrieben. Für das einfachste Modell eines Systems mit Energieniveaus, dem Zweiniveausystem, geben die Einsteinkoeffizienten die Übergangswahrscheinlichkeiten an.
Ein Elektron kann nicht von jedem Energieniveau in jedes andere übergehen, denn aufgrund des Pauli-Prinzips dürfen sich zwei Elektronen nicht im gleichen Zustand befinden. Außerdem können Symmetrien zu Auswahlregeln für die möglichen Übergänge bzw. zu verbotenen Übergängen führen. So ist z. B. in rotationssymmetrischen Systemen der Gesamtdrehimpuls eine Erhaltungsgröße, so dass sich in einem elektromagnetischen Übergang die Summe der Drehimpulse eines Atoms (zusammengesetzt aus dem Bahndrehimpuls, dem Spin der Elektronen und dem Kernspin) und des elektromagnetischen Feldes nicht ändert. Dies schränkt z. B. bei Übergängen unter Emission genau eines Photons die erlaubten Übergänge stark ein.

## Beobachtung (Beispiele)

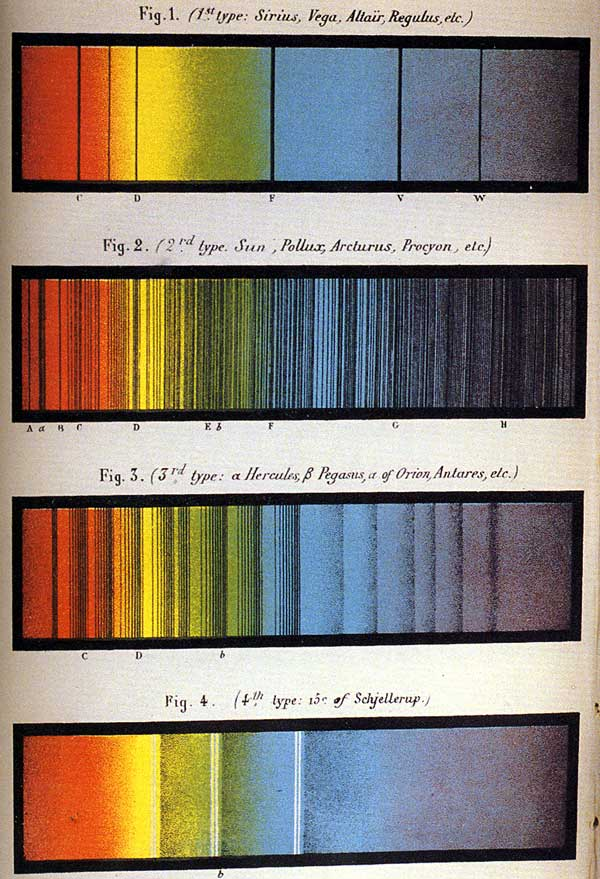
Dunkle Absorptionslinien verschiedener Sterne, farbige Lithographie von 1870

Experimentell werden elektronische Übergänge beispielsweise in der Emissions- und Absorptionsspektroskopie, der Fluoreszenz- und Ramanspektroskopie beobachtet. Das abgestrahlte Licht einer angeregten Probe wird spektroskopiert. Die Energiedifferenz des Elektrons vor und nach einem strahlenden Übergang wird durch ein Photon abtransportiert, welches zu einer Resonanzlinie im Fluoreszenzspektrum beiträgt. Die Resonanzlinien bzw. die unterliegenden elektronischen Übergänge werden mittels Termschemata bzw. Grotrian-Diagrammen klassifiziert und dargestellt.
Die elektronischen Übergänge des Wasserstoffatoms und der wasserstoffähnlichen Ionen sind am besten verstanden, da dies die einzigen Teilchen sind, deren Energieniveaus fast ohne Näherung quantenmechanisch berechnet werden können.

## Geschichte
1802 entdeckte der Chemiker William Hyde Wollaston dunkle Linien im Spektrum des Sonnenlichts, welche 1814 von Joseph von Fraunhofer wiederentdeckt wurden und Fraunhoferlinien genannt werden. Gustav Robert Kirchhoff und Robert Wilhelm Bunsen stellten 1861 fest, dass jedes chemische Element charakteristische Linien emittiert, und erklärten die Fraunhoferlinien als Absorptionslinien der Elemente in den oberen Schichten der Sonne. 1885 konnte Johann Jakob Balmer erstmals einen Teil der Spektrallinien beim Wasserstoff, welche als Balmer-Serie bezeichnet werden, mit einer empirischen Formel erfassen. Diese Formel wurde dann 1888 von Johannes Rydberg zur Rydberg-Formel verallgemeinert. Elektronische Übergänge können auch über Elektronenstöße induziert werden, so dass 1913 James Franck und Gustav Hertz mit ihrem Franck-Hertz-Versuch erklärten, dass Atome diskrete Energieniveaus besitzen.
Niels Bohr konnte 1913 das bohrsche Atommodell entwerfen, was erstmals diskrete Energieniveaus des Elektrons zuließ und einige Beobachtungen am Wasserstoff erklärte. Arnold Sommerfeld erweiterte das bohrsche Modell 1915/16 und konnte so die Feinstrukturaufspaltung erklären. In derselben Zeit entwickelte Albert Einstein das einsteinsche Ratenbild, welches erstmals die Berechnung von Übergangswahrscheinlichkeiten in einem Zweiniveausystem ermöglichte. Lise Meitner entdeckte 1922 strahlungslose elektronische Übergänge im Zusammenhang mit Röntgenstrahlungsexperimenten, welche Pierre Auger 1926 auch unabhängig entdeckte und die heute als Auger-Effekt bezeichnet werden. In den heutigen Halbleiterbauelementen wie Photodioden und Laserdioden spielt die gezielte Auswahl bestimmter optischer Übergänge eine große Rolle, hauptsächlich werden dazu Resonatoren verwendet.